# Parc Olympique Lyonnais

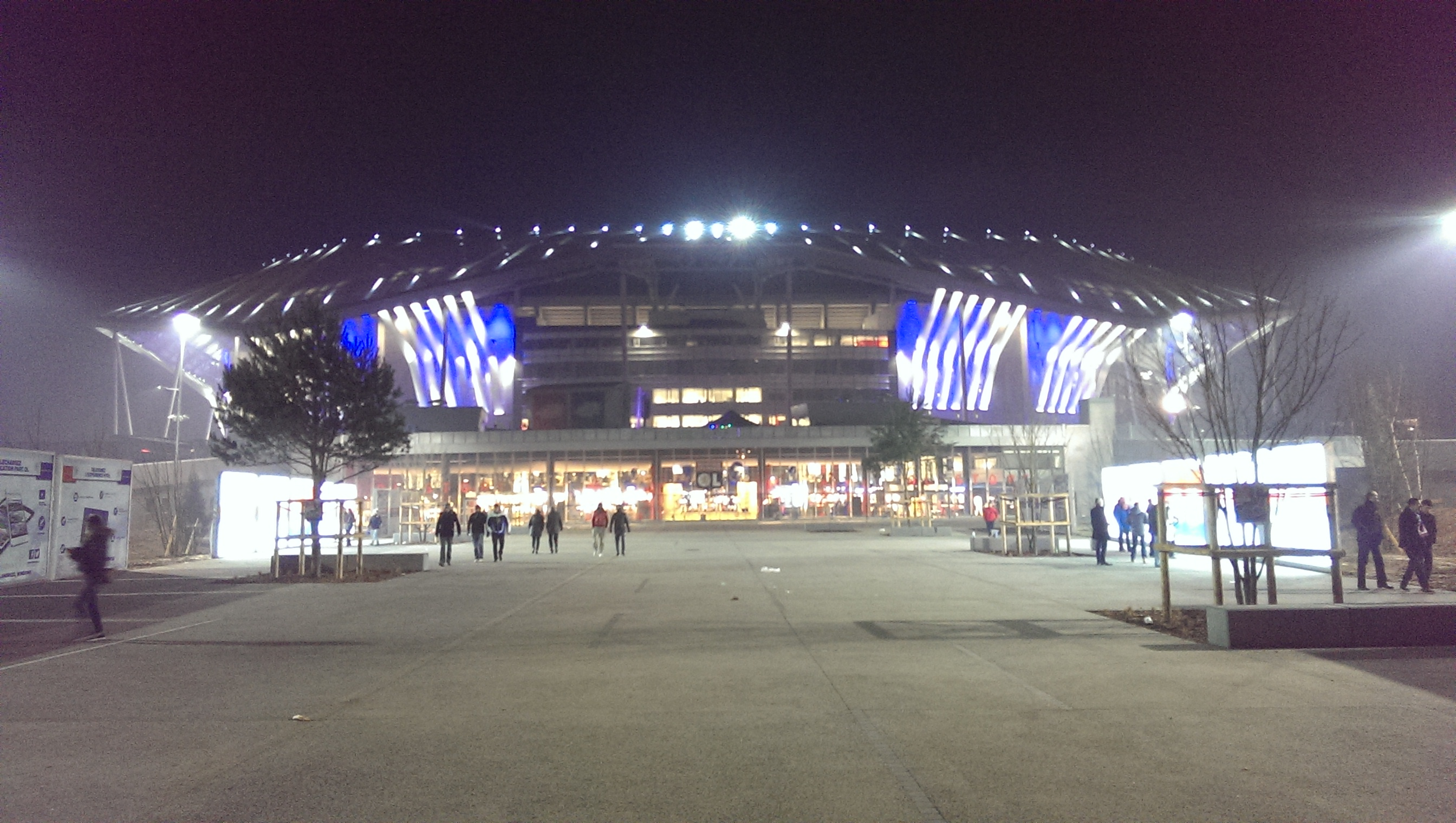

Parc Olympique Lyonnais (nume oficial), poreclit Grand Stade și Stade des Lumières, este un stadion de fotbal cu 59.186 de locuri pentru clubul de fotbal Olympique Lyonnais în Décines aproape de Lyon. A înlocuit fostul stadion, Stade de Gerland, în ianuarie 2016.
Aici se vor juca meciuri de la Campionatul European de Fotbal 2016 și Campionatul Mondial de Fotbal Feminin 2019.